# Barómetros de opinión
Los barómetros de opinión son encuestas de escalas de actitud de carácter periódico : mensual o anual, con cuestiones sociológicas, políticas y económicas, que organizan, diseñan, realizan y publican las instituciones estatales con los centros de investigaciones sociológicas nacionales, los institutos privados de investigación y las cámaras de comercio. Contrariamente a lo que señalan las denominaciones, las realizadas por algunas instituciones denominadas sociológicas, no lo son salvo por algunas  preguntas, el resto son opiniones políticas sobre las instituciones estatales : nacionales o comunitarias y las opiniones sobre ellos mismos.
Preguntas y respuestas -presentes en dos barómetros del CIS-, son índices excelentes de indicadores sociales de calidad de vida. Sobre valores y actitudes, condiciones objetivas de vida, bienestar subjetivo y calidad de sociedad en el año 2000, con cerca de 30 cuestiones, son verdaderos barómetros de opinión o escalas de actitud. Igualmente las dos preguntas, con más de 40 opciones o respuestas, incluidas en cada encuesta mensual del CIS : 1 - los tres problemas principales que existen y 2 - cuales personalmente le afectan más. Diseñados y Publicados por el CIS -Centro de Investigaciones Sociológicas- de España, se pueden consultar gratuitamente en Internet. Es novedoso 'Imagen de Iberoamerica en la sociedad española' y 'Latinobarómetro'. Asimismo los barómetros económicos de las cámaras de comercio, industria y navegación, de gran tradición, son útiles para la pequeña y mediana empresa de servicios y en algunos casos para otros productores o comerciantes. Los 'institutos de estadística' de cada país  también utilizan encuestas y publican resultados sobre prioridades económicas y sociales y a tenor de todas las instituciones citadas, un importante número de institutos privados de investigación, trabajan a nivel técnico al menos en dos vertientes : estudios de mercados ( publicitarios, consumidores, etc. ) y estudios sociológicos ( barómetros de opinión sobre escala de valores, etc. ). Recientemente el INE, está internacionalizando sus encuestas hacia el mundo hispano y ya antes lo habían hecho institutos privados como la ASEP y lo está haciendo el CIS, como se dice más arriba. 
Los datos de las instituciones citadas se recolectan por muestreo aleatorio. Los cuestionarios del CIS, INE y ASEP son estratificados por tamaño del hábitat y cuotas de sexo y edad. Son muy completos y cuidados, -realistas y bien estructurados- y responden al dicho: 'lo que importa son las preguntas'.